# Eldin Karisik

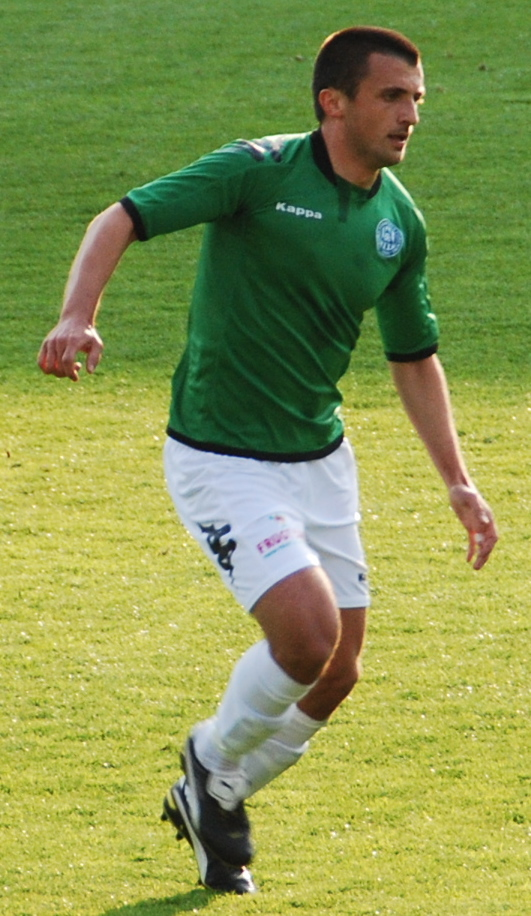
Eldin Karisik (Photo: Lars Schmidt)

Eldin Karisik (n. 18 martie 1983 în Bosnia) este un mijlocaș suedez-bosniac de fotbal. Din anul 2006 evoluează la clubul IFK Göteborg.